# Adonisea divergens
Adonisea divergens là một loài bướm đêm trong họ Noctuidae.